# 宮人
宮人（きゅうじん/くにん）とは、律令制において宮中に奉仕する女性職員のこと。

## 中国における宮人
明代において当初『明太祖実録』（巻三十四）などでは「宮人」は後宮の女性全般を指す言葉だった。その後、洪武5年に宮人の冠服が制定され（『明史』巻六十六）、同時期の女官制度の職掌には宮人の名前・戸籍・給金の管理が定められている（『明史』巻七十四）。このような制度化によって「宮人」は后妃や女官以外の後宮女性を指すようになった。
宮女は主に「良家子」から選抜された。いわゆる良家子は医者、巫者、商人、手工業者を除いて士民を指した（この4つの職業は下流階級と扱われている）（『史記索隠』）。また戦争や家族犯罪で宮女になることも少なくない。宮女の中で資質が優れている人は、女官に昇格することができた。あるいは皇帝に気に入られれば、后妃に取り立てられる例もある。それ以外にも王政君の例のように、皇帝から皇族に与えられてその妻妾になる例も多い。
多くの宮人は過酷な境遇に置かれており、嘉靖帝が襲撃される壬寅宮変（嘉靖21年（1542年））の原因になったといわれている。一方、万暦帝の生母（孝定太后）の李氏に仕えた宮人のように位が二品以上の女性にしか贈られない「夫人」の称号を得た者もいた（『明神宗実録』巻四）。
皇帝の幼少期に養育係につく乳母や保母についても宮人を冊封する場合が多く、後に皇帝から「夫人」の称号を得た者は冠服が宮人とは異なり、皇帝の関わる冠婚葬祭の席次では女官よりも上位となった。しかし、皇帝から厚遇を受けた場合でも、皇帝の死とともに権力を失うことが多かった。

## 日本における宮人
日本の後宮制度は飛鳥浄御原令の頃に整備された。
大宝令・養老令の後宮職員令には「宮人職員」として後宮十二司の職事と散事（女孺・采女・氏女）から構成されていた。
宮人には官位相当が存在していないが、職事は四等官に相当するとされ、季禄支給の基準として准位が設定され、縫殿寮が考課を審査、これに基づいて中務省が叙位と位記を発給した。ただし、采女は采女司の管轄であった。
また、後宮以外にも東宮職や斎宮寮には、それぞれ東宮・斎宮に仕える宮人がおり、その管理はそれぞれの官司が行った。
大化以前より律令制前期まで、後に「内裏」と称された大王・天皇の日常空間には男性官人は自由に出入りできなかったために奏上・宣下のことは女性である宮人を通じて行われるのが普通であった。
ところが、奈良時代（8世紀）後期になると内裏の重要性が増して男性官人が内裏に立ち入ることは珍しくなくなっていった。この時期より、「宮人」という名称に代わって女性官人を意味する「女官」という呼称が用いられるようになった。